# Canaan (Trinidad y Tobago)
Canaan es una localidad de Trinidad y Tobago, que forma parte de la parroquia de St. Patrick.

## Geografía
La localidad abarca parte de la isla de Tobago y limita al norte con Buccoo-Coral Gardens, al sur con Bon Accord, al este con Mt. Pleasant y Lowlands y al oeste con el mar Caribe y Milford Court-Pigeon Point.

## Demografía
Datos demográficos de la localidad de Canaan:
| Gráfica de evolución demográfica de Canaan entre 2000 y 2011 |
|                                                              |